# Chaetilia argentina
Chaetilia argentina är en kräftdjursart som beskrevs av Bastida och Torti 1970. Chaetilia argentina ingår i släktet Chaetilia och familjen Chaetiliidae. Inga underarter finns listade i Catalogue of Life.